# Utagawa Kunisada
Pour les articles homonymes, voir Utagawa.
 (décembre 2020).
Si vous disposez d'ouvrages ou d'articles de référence ou si vous connaissez des sites web de qualité traitant du thème abordé ici, merci de compléter l'article en donnant les références utiles à sa vérifiabilité et en les liant à la section « Notes et références ».
Utagawa Kunisada (歌川 国貞) (1786-12 janvier 1865), connu également sous le nom Utagawa Toyokuni III (三代歌川豊国) est l'un des peintres d'ukiyo-e les plus populaires du XIXe siècle et aussi l'un des plus prolifiques et ayant le mieux réussi sur le plan financier, devant Kuniyoshi et Hiroshige. Il a notamment fait une illustration du Genji monogatari et des représentations d'acteurs de kabuki contemporains. Il est un maître incontesté de l'estampe sur bois.

## Biographie
Utagawa Kunisada est né à Edo en 1786. Son père, qui mourut l'année suivante, était un poète amateur de petite réputation. Après avoir montré une forte prédilection pour l'art (il copie les dessins des acteurs de kabuki), il est accepté vers 1800 comme apprenti par l'un des plus grands maîtres du dessin sur planche de bois, Toyokuni, recevant à ce moment le nom de « gō ».
Il commence par réaliser des estampes d'acteurs, une spécialité de l'école d'Utagawa, rapidement abandonnée pour le bijin-ga. Il peint également des paysages et des guerriers, mais bien que ses débuts dans ce domaine-là soient prometteurs, il n'en fera jamais beaucoup. Il réalise également un grand nombre de shunga (gravures érotiques), avant que n'aient lieu les réformes de l'ère Tenpō en 1842.
En 1844-1845, Kunisada Utagawa change son nom d'artiste, prenant le nom de son maître, Toyokuni, et devient ainsi Toyokuni III (Toyokuni II étant Toyoshige Utagawa, un autre élève de Toyokuni, devenu chef de l'école après la mort de Toyokuni en 1825). Durant cette année de transition, Kunisada Utagawa signe beaucoup de ses estampes « Kunisada, bientôt Toyokuni II », un affront volontaire à l'encontre de Toyoshige qu'il pense avoir usurpé la position légitime.
Il collabore parfois avec Hiroshige et Kuniyoshi sur des séries d'estampes réalisées dans les années 1840 et 1850, alors que le Japon est en pleine période d'expansion et que les estampes sur bois sont très demandées. À cette époque, il est au plus haut point de sa carrière et domine le marché d'estampes d'acteurs de kabuki et de genji, réalisant également en grand nombre des peintures de bijin-ga et sumo-e. On estime qu'il a réalisé plus de 20 000 œuvres au cours de sa vie.
Il meurt après ses deux contemporains majeurs, Hiroshige et Kuniyoshi, décédés respectivement en 1858 et 1861. Ses dernières années sont marquées par un renouveau qualitatif : ses séries sont beaucoup plus inspirées et se démarquent de la plupart de ses œuvres antérieures produites en série. Il meurt à Edo après avoir formé plusieurs élèves tels que Toyohara Kunichika et Utagawa Kunisada II.

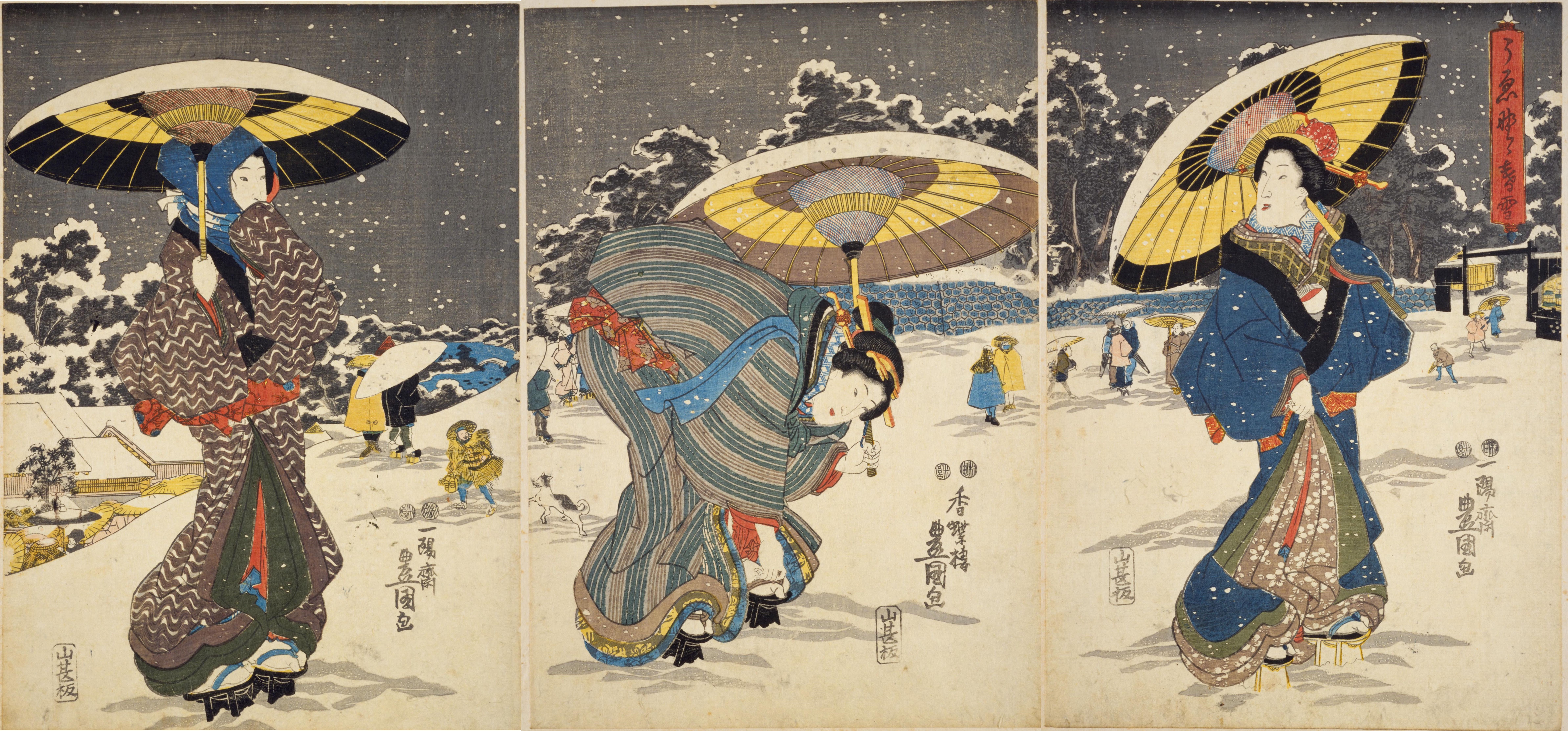
Chutes de neige au crépuscule à Ueno, célèbre exemple de portraits de beautés, vers 1850, de la série "Nishiki-e"